# Каменськ-Шахтинський
Каменськ-Ша́хтинський (рос. Каменск-Шахтинский) — місто у Російської Федерації, утворює окремий Каменськ-Шахтинський міський округ Ростовської області. Місто є значним промисловим центром російської частини Донецького кам'яновугільного басейну.

## Клімат
Місто розташовано на правому березі річки Сіверський Донець, у межиріччі її правих приток Мала Кам'янка та Говейна. Навпроти міста до Сіверського Дінця впадає ліва притока Глибока.
Каменськ-Шахтинський розкинувся на північно-східних відрогах Донецького кряжу, тому у рельєфі переважаючими ландшафтами є балки та яри. Проте центральна частина міста розташована на правій низькій та рівній заплаві Сіверського Дінця. Саме через це центр має прямокутне планування з основним напрямком вулиць із північного заходу на південний схід.

### Клімат
| Клімат Кам'янська-Шахтинського | Клімат Кам'янська-Шахтинського | Клімат Кам'янська-Шахтинського | Клімат Кам'янська-Шахтинського | Клімат Кам'янська-Шахтинського | Клімат Кам'янська-Шахтинського | Клімат Кам'янська-Шахтинського | Клімат Кам'янська-Шахтинського | Клімат Кам'янська-Шахтинського | Клімат Кам'янська-Шахтинського | Клімат Кам'янська-Шахтинського | Клімат Кам'янська-Шахтинського | Клімат Кам'янська-Шахтинського | Клімат Кам'янська-Шахтинського |
| Показник                       | Січ.                           | Лют.                           | Бер.                           | Квіт.                          | Трав.                          | Черв.                          | Лип.                           | Серп.                          | Вер.                           | Жовт.                          | Лист.                          | Груд.                          | Рік                            |
| Середній максимум, °C          | −2                             | −1                             | 6                              | 15                             | 22                             | 26                             | 28                             | 27                             | 21                             | 13                             | 5                              | 0                              | 13,3                           |
| Середня температура, °C        | −4                             | −4                             | 2                              | 10                             | 17                             | 21                             | 23                             | 22                             | 16                             | 9                              | 2                              | −2                             | 9,3                            |
| Середній мінімум, °C           | −7                             | −7                             | −2                             | 5                              | 11                             | 15                             | 17                             | 16                             | 10                             | 5                              | −1                             | −5                             | 4,8                            |
| Норма опадів, мм               | 141.4                          | 117.2                          | 61.1                           | 29.5                           | 31.5                           | 36.8                           | 35.3                           | 26.5                           | 21.2                           | 30                             | 63.1                           | 133                            | 726.6                          |
| Днів з дощем                   | 2,2                            | 2                              | 3,3                            | 4,9                            | 6,2                            | 6,6                            | 5,9                            | 4,6                            | 5                              | 4,6                            | 4,1                            | 3,3                            | 52,7                           |
| Днів зі снігом                 | 3,5                            | 2,7                            | 1,5                            | 0,2                            | 0                              | 0                              | 0                              | 0                              | 0                              | 0,1                            | 1,1                            | 2,9                            | 13,1                           |
| ------------------------------ | ------------------------------ | ------------------------------ | ------------------------------ | ------------------------------ | ------------------------------ | ------------------------------ | ------------------------------ | ------------------------------ | ------------------------------ | ------------------------------ | ------------------------------ | ------------------------------ | ------------------------------ |
| Джерело: Weather Spark         |                                |                                |                                |                                |                                |                                |                                |                                |                                |                                |                                |                                |                                |

## Історія

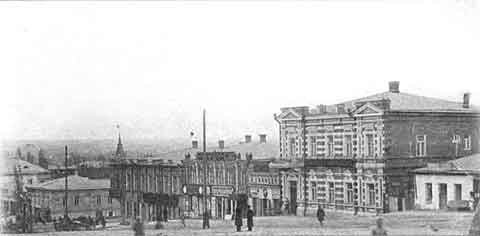
Місто у 19 столітті

Місто було засноване 1671 року як козацьке поселення спочатку на березі річки Мала Кам'янка, правої притоки Сіверського Донця (звідси і назва). Поселення пережило декілька переселень — знаходилось і у гирлі лівої притоки Глибокої, і на лівому березі Донця. 1805 року через весняні паводки козаки почали переселятись на правий берег, однак закінчити справу їм завадила війна 1812 року, тому остаточне переселення відбулось 1817 року. Нова станиця Кам'янська розташувалась між хуторами Ригін та Косогонівка.
Прямокутне планування станиці Кам'янської було виконане архітектором Францом де Волланом за проханням отамана Матвія Платова. На той час станиця була центром Донецького округу, до якого входила північно-східна територія Області Війська Донського. До складу округу спочатку входило 7, а до 1917 року — 15 станиць. У січні 1918 року у станиці відбувся з'їзд представників фронтових козацьких полків, де було обрано козацький військовий ревком на чолі з Федором Подтьолковим та Михайлом Кривошликовим. У 1920–1924 роках станиця входила до складу Донецької губернії УРСР. У листопаді 1924 року, коли був створений Північно-Кавказький край, до нього увійшов і Шахтинський округ, до складу якого відносилась і станиця Кам'янська. Тоді поселення було центром Кам'янського району.
28 березня 1927 року станиця отримала статус міста і назву Каменськ. З 9 серпня 1929 року назву було змінено на сучасну. В роки Другої світової війни місто у період з 19 липня 1942 по 13 лютого 1943 років перебувало під німецькою окупацією. Поліцейську функцію у станиці виконувала сотня донських козаків під командуванням Т. Доманова. В ті роки у місті діяв юнацький партизанський загін, до складу якого входили юні піонери. При звільненні міста німці розстріляли більшість з них. 2 листопада 1967 року у місті була відкрита стела «Героям піонерам», на якому викарбувано всі імена загиблих дітей-партизанів.
1954 року шляхом розукрупнення Ростовської та сусідніх областей була утворена Каменська область з центром у місті Кам'янськ-Шахтинський. Тоді до її складу входили 9 міст, 11 смт та 41 район (32 з Ростовської області, 5 з Воронезької та 4 із Сталінградської). У листопаді 1957 року Кам'янська область була ліквідована, а вся території передана до складу Ростовської області. 7 серпня 1987 року на залізничній станції Кам'янська сталась одна з найбільших залізничних катастроф СРСР, у якій загинуло 106 осіб.
2004 року до міста було приєднано сусіднє смт Заводський, а 2005 року — селище Лиховський.

## Населення
| 1959   | 1970   | 1979   | 1989   | 2002   | 2010   | 2013   |
| ------ | ------ | ------ | ------ | ------ | ------ | ------ |
| 57 525 | 68 135 | 71 598 | 72 379 | 75 632 | 95 306 | 92 989 |

## Економіка

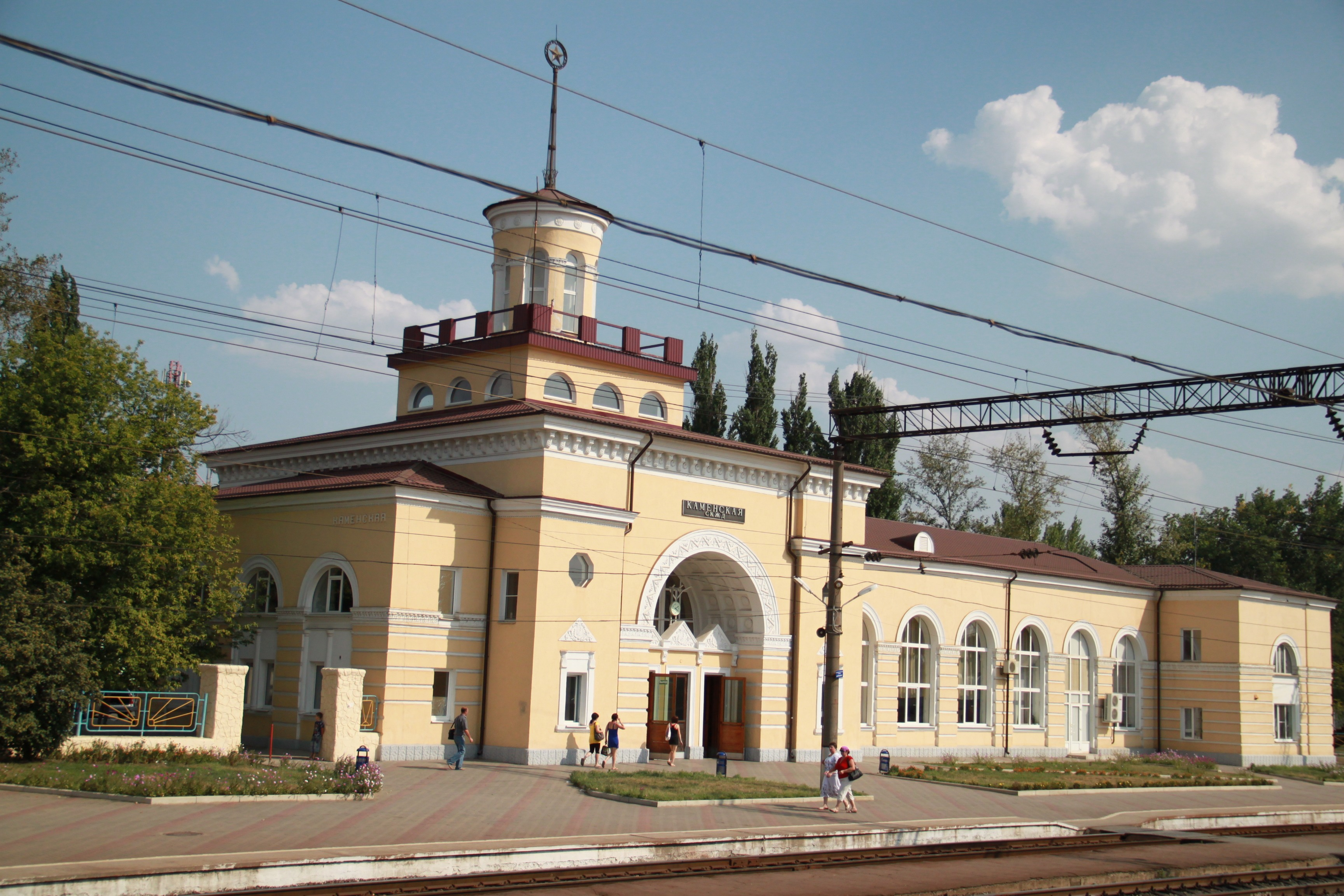
Станція Кам'янська

Основою господарства міста є вуглевидобуток та переробка кам'яного вугілля. Розвитку набули також хімічна, машинобудівна, скляна та деревообробна промисловості. Найбільшими підприємствами міста є:
- хімічна галузь — «Каенськхімкобінат», комбінат «Каменський», ВАТ «Каменськволокно», завод «Полімери»;
- машинобудування — ВАТ «Каменський машинобудівний завод»[6], ВАТ «КОМЗ-Експорт»;
- харчова галузь — кондитерська фабрика, хлібокомбінат;
- інші — Каменський нафтоперегінний завод, завод «Промгаз», скляний завод, цегляний завод, деревообробний комбінат, ТЕЦ[7], фабрика ЗАт «Глорія-Джинс»[8].

Через економічну кризу 1990-их років були закриті такі підприємства, як винно-горілчаний завод, пивзавод, м'ясокомбінат, маслозавод.
На території міста розташовано 2 залізничні станції Кам'янська та Лиха на гілці Ліски — Міллерово. Через місто проходять 2 автомобільні магістралі Москва — Ростов-на-Дону та Волгоград — Кишинів.

## Соціальнагалузь

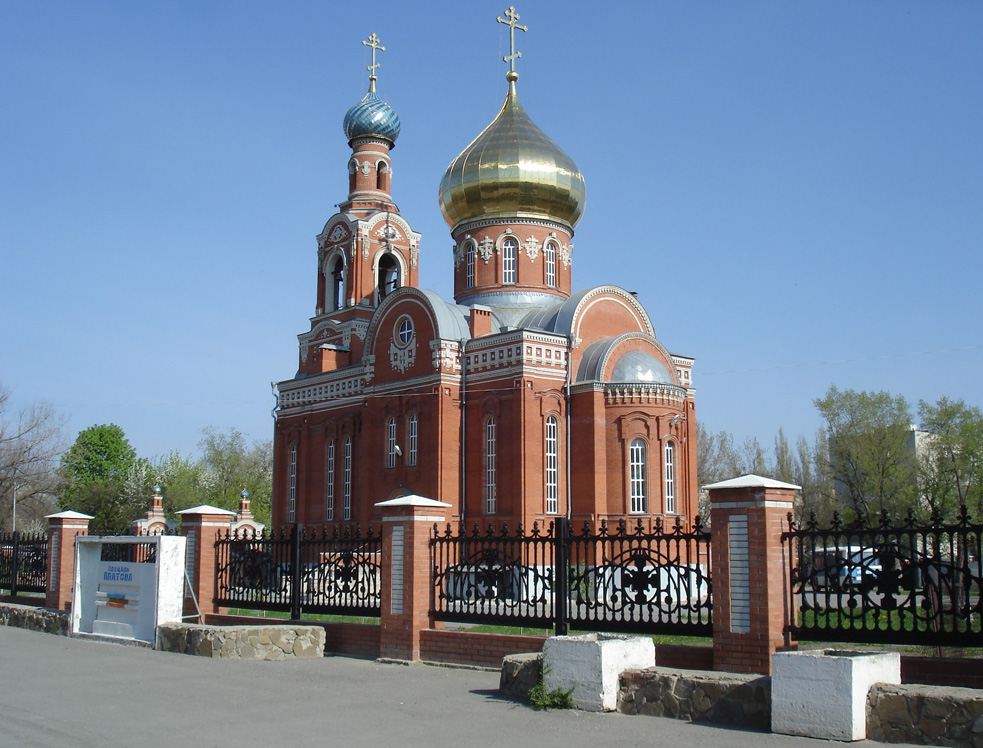
Свято-Покровський храм

Серед закладів освіти у місті працюють 23 школи, 3 ПТУ, 2 коледжі, хіміко-механічний технікум, а також філії вишів Москви, Ростова-на-Дону та Новочеркаська. Для потреб населення працюють декілька бібліотек, найбільшою з яких є Центральна бібліотека імені Горького, відкрита ще 1920 року. Діє краєзнавчий музей, відкрито кінотеатр «Родина», палаци культури імені Гагаріна та імені Маяковського, міські парки імені Горького та імені Маяковського. На території останнього діють санаторій-профілакторій «Сіверський Донець» та Будинок природи. Культурний бік життя міста представляють народний театр «У креста» (створений 1998 року), військовий духовий оркестр, церковні хори Свято-Покровського храму.
На центральній площі Праці розташовані будинок офіцерів та меморіальний комплекс. По місту встановлено 3 пам'ятники Леніну, а також Кривошликову, Подтьолкову та отаману Платову. Серед релігійних закладів працюють церква Покрови Святої Богородиці (відкрито 2003 року), Свято-Троїцька церква (1998 року).
ЗМІ представлені газетами «Труд» (виходить з 1930 року), «Каменские ВЕСТИ», «ПИК», «Каменчане», «Успевай!» та «Дела».

## Відоміособистості
В поселенні народилися:
- Щаденко Юхим Опанасович (1885—1951) — радянський генерал-полковник, заступник наркома оборони СРСР.
- Горбачук Олексій Борисович (1973—2012) — український музикант.
- Ігнатенко Ігор Павлович (1963—2019) — старший солдат Збройних сил України, учасник російсько-української війни.
- Марущак Анатолій Петрович (нар. 1953) — український письменник, журналіст.